# 坡脚镇
坡脚镇，是中华人民共和国云南省文山壮族苗族自治州马关县下辖的一个乡镇级行政单位。

## 行政区划
坡脚镇下辖以下地区：
坡脚村、嘎迪村、牛场坝村、马房村、马夹冲村、小马固村、山车村、盐塘村、下坝村、马额村、鱼塘村和兴隆村。